# Cá sấu sa mạc
Cá sấu tây châu Phi hay Cá sấu sa mạc,Crocodylus suchus là một loài cá sấu liên quan xa đến (nhưng thường bị nhầm lẫn với) Cá sấu sông Nin (C. niloticus). Nó sống ở Mauritanie, Bénin, Nigeria, Niger, Cameroon, Tchad, Cộng hòa Trung Phi, Guinea Xích Đạo, Senegal, Mali, Guinea, Gambia, Burkina Faso, Ghana và Togo. Ít nhất một mẫu C. suchus cũng tồn tại ở St Augustine Alligator Farm Zoological Park.

## Phân loại

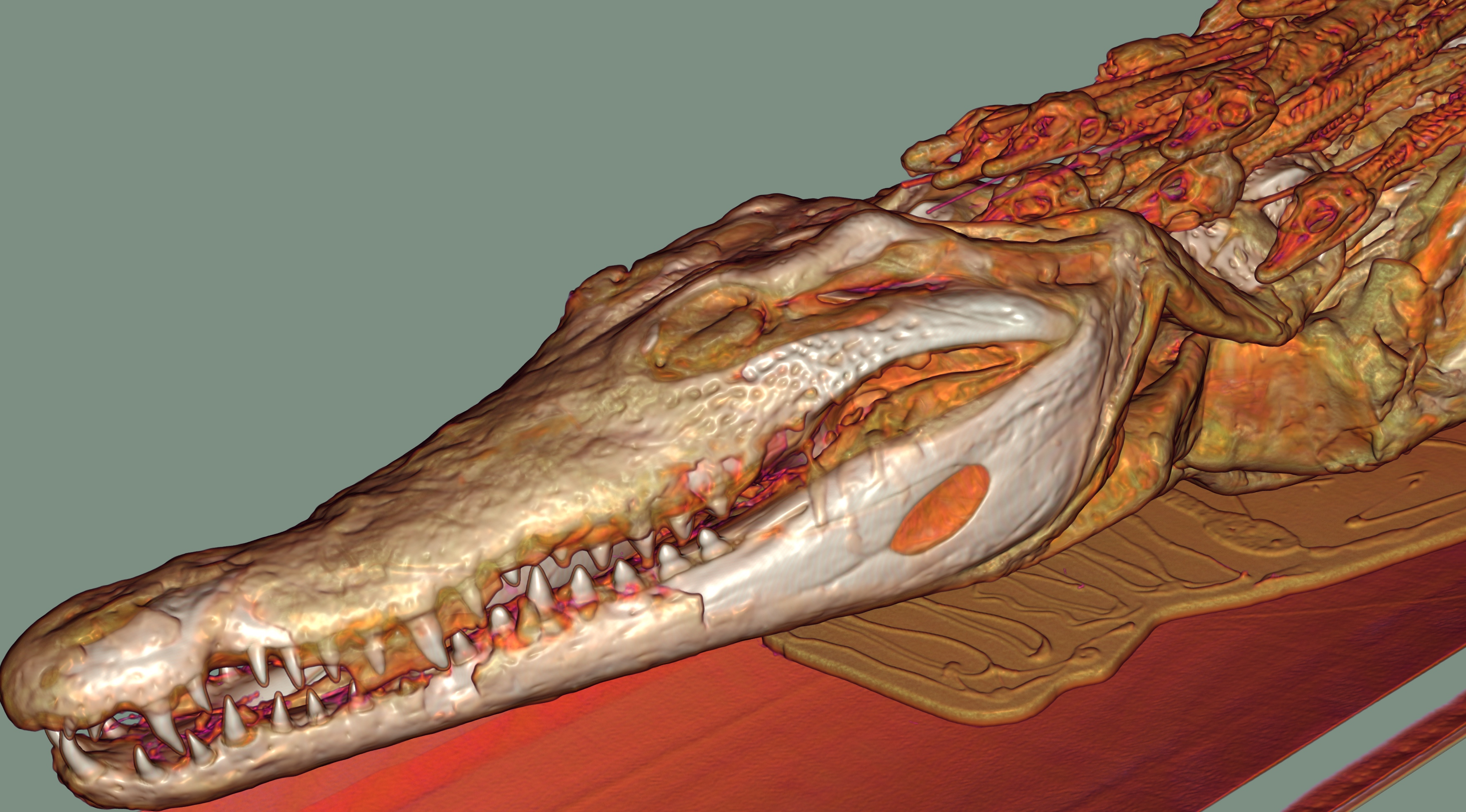
CT scan của một xác ướp cá sấu

Loài này được đặt tên bởi Étienne Geoffroy Saint-Hilaire vào năm 1807, khi người phát hiện ra sự khác biệt giữa hộp sọ của một con Cá sấu sa mạc và những con Cá sấu sông Nin. Loài mới này đã, tuy nhiên, một thời gian dài sau đó bị coi như một từ đồng nghĩa của cá sấu sông Nile, nhưng một nghiên cứu năm 2011 cho thấy tất cả các con cá sấu ướp lấy mẫu từ Ai Cập thuộc về áp đảo một loài khác nhau hơn C. niloticus, và do đó làm sống lại tên C. suchus.

## Hình ảnh

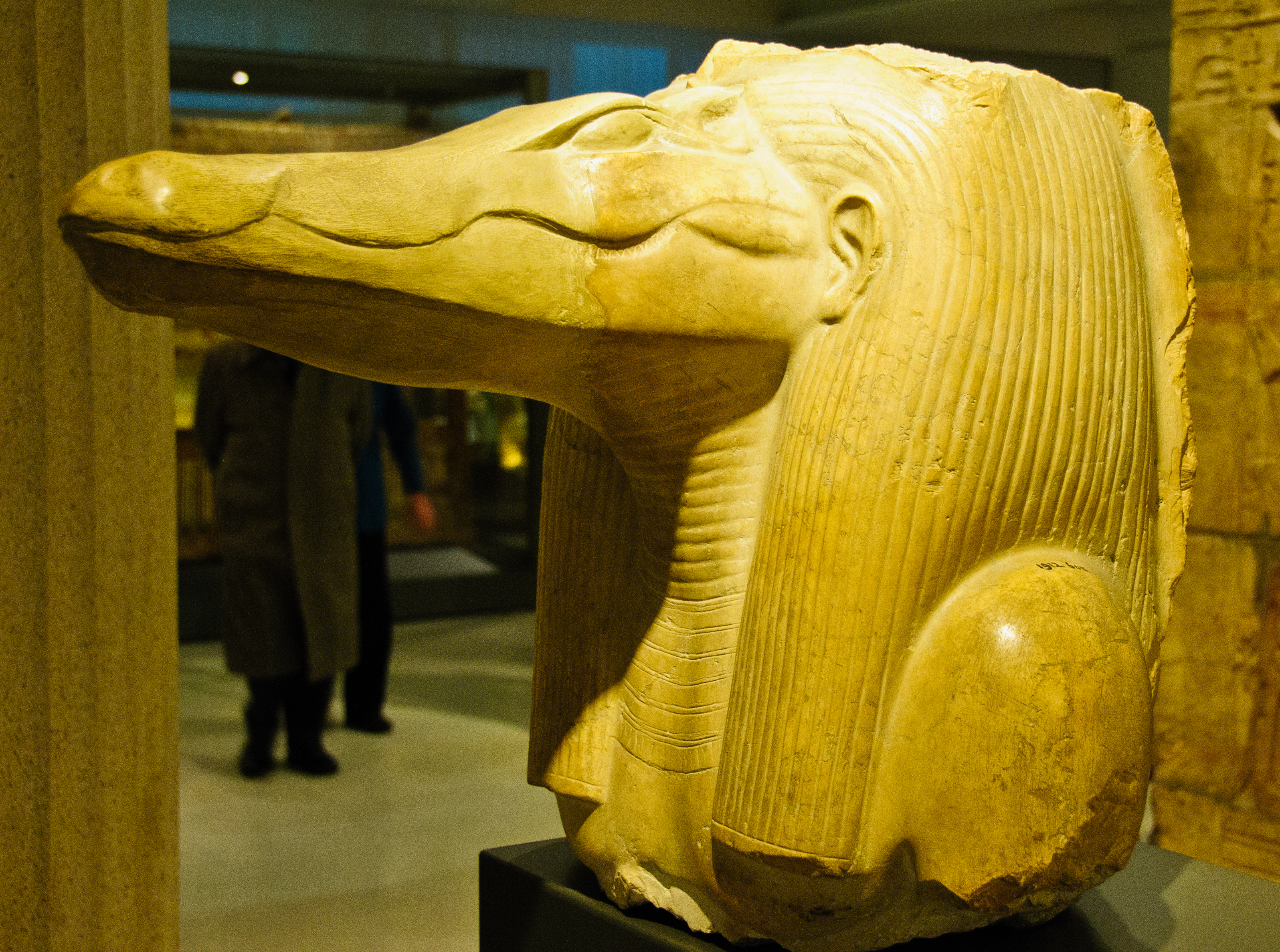
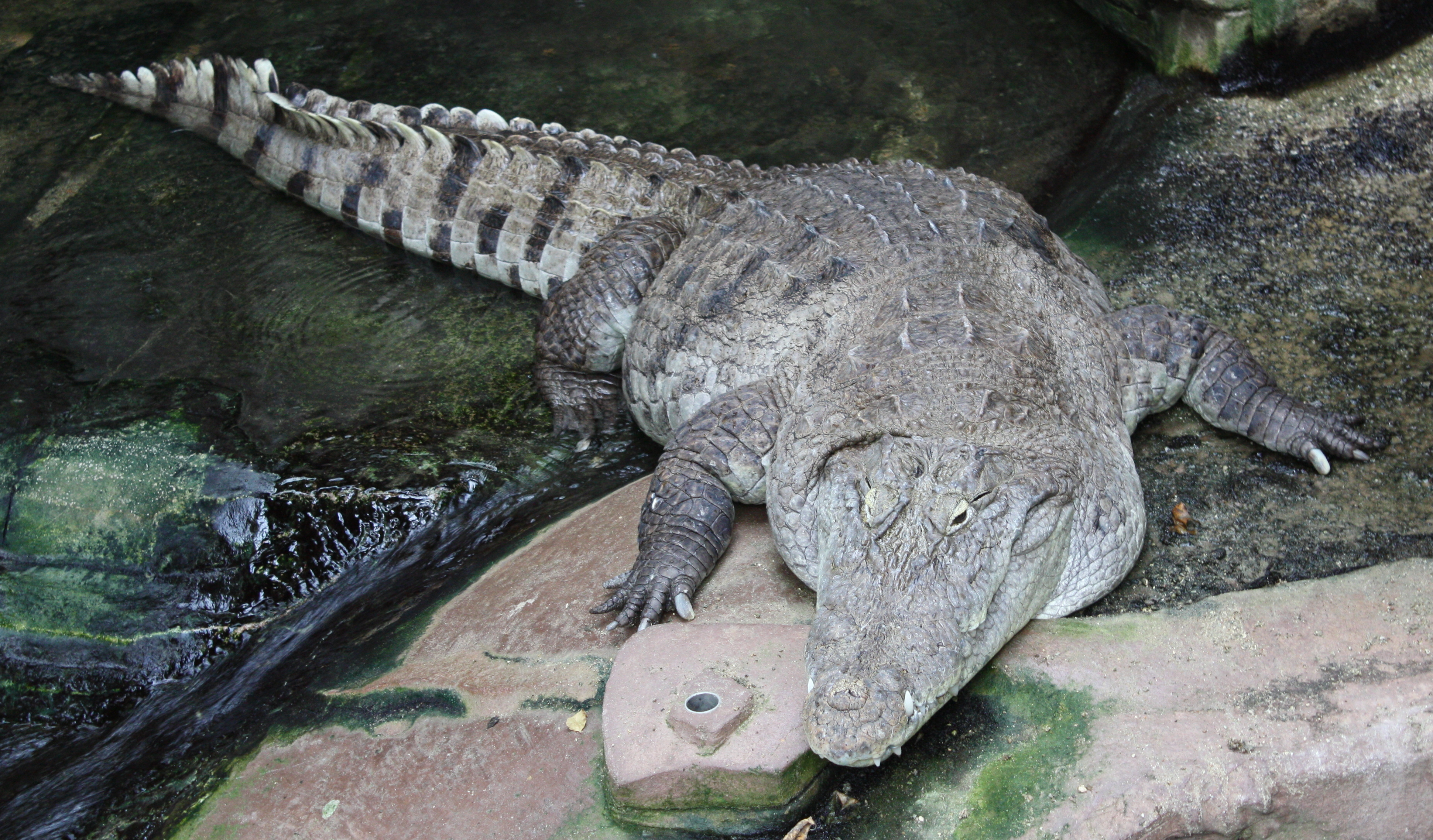
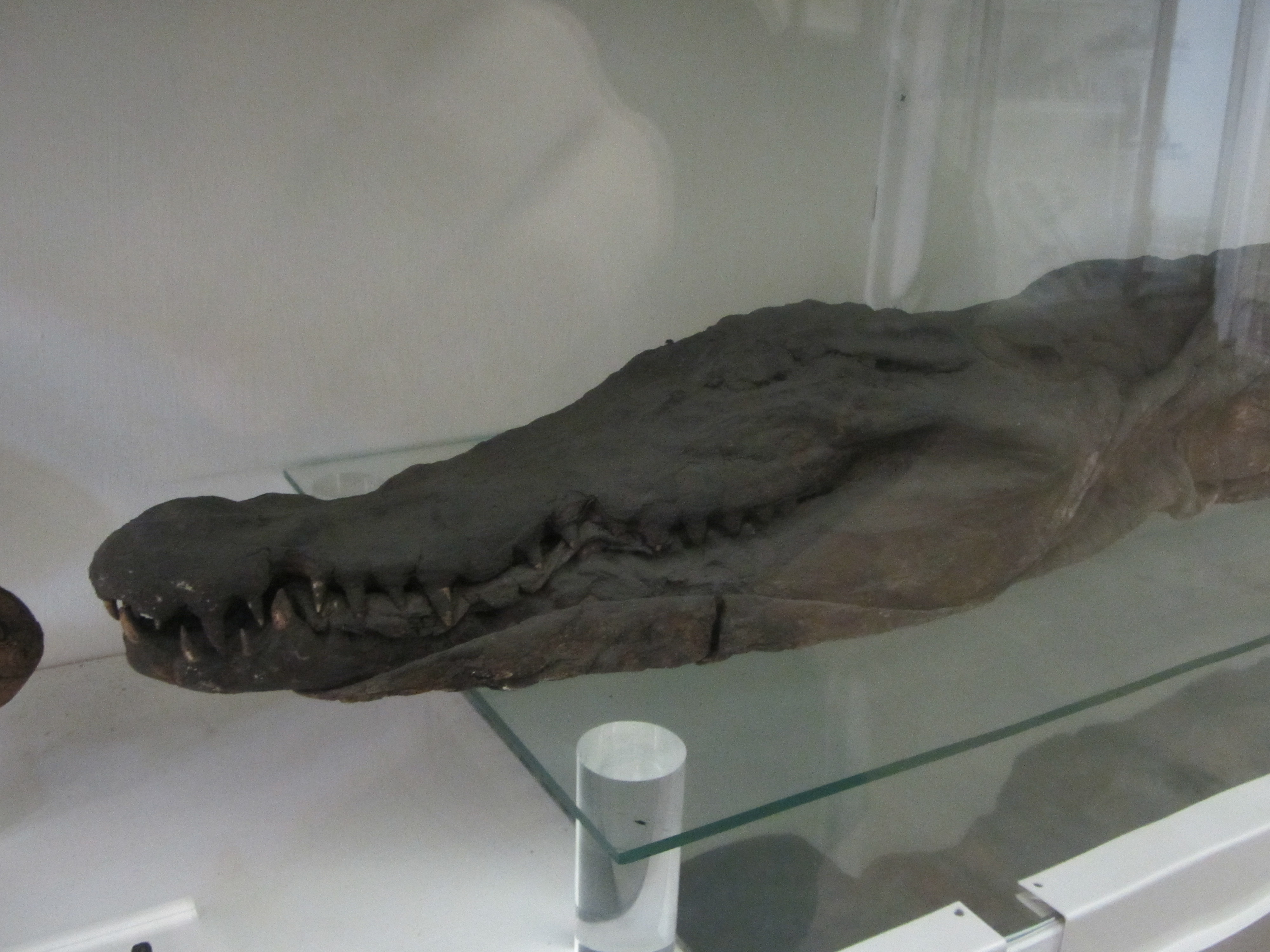
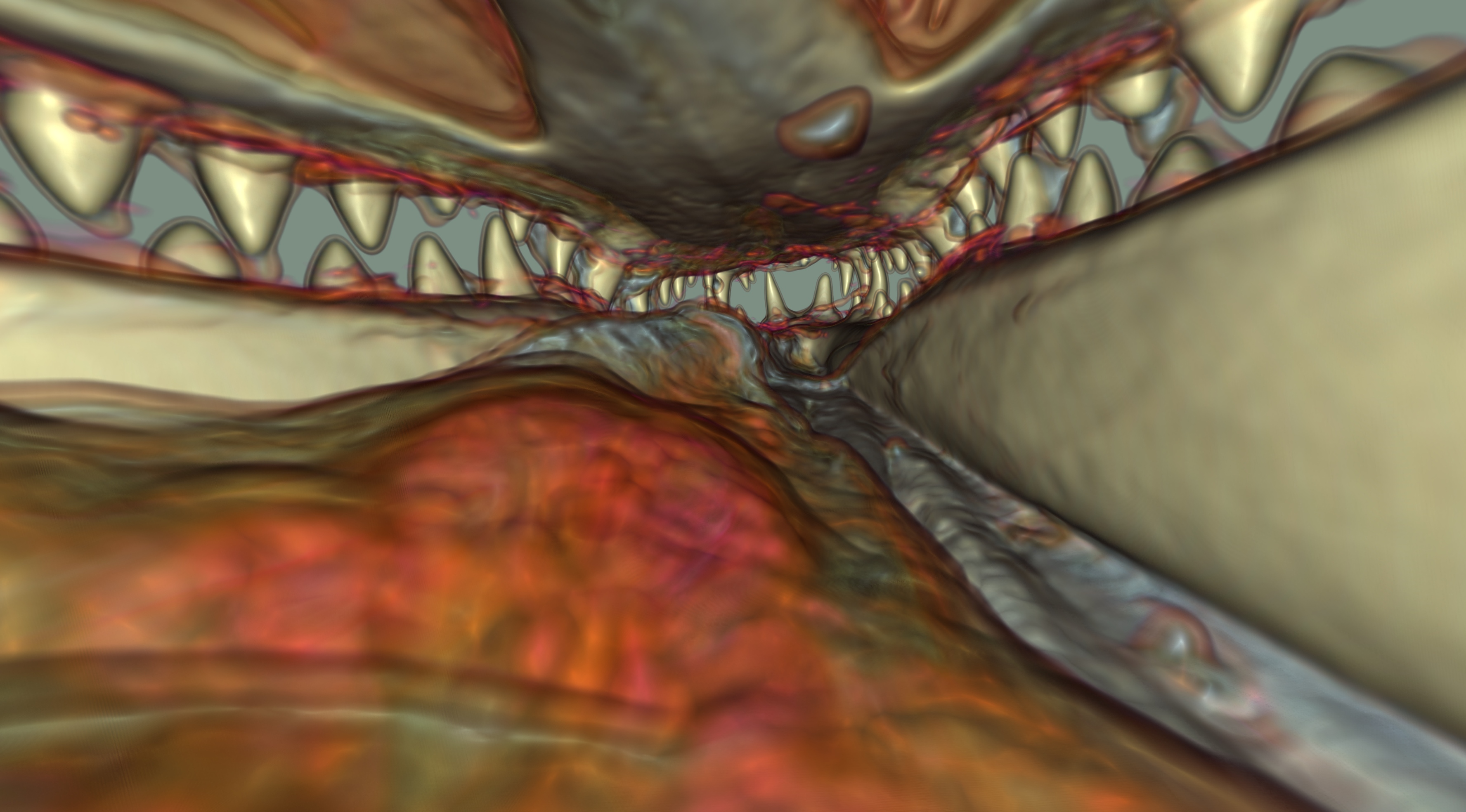